# Парламентские выборы на Кубе (2003)
Парламентские выборы на Кубе в 6-ю Национальную ассамблею были проведены 19 января 2003 года. Ассамблея была расширена до 608 членов.

## Кампания и выборы
Выборы проходили 19 января 2003 года одновременно с  выборами в 14 провинциальных ассамблей. Одна половина кандидатов были выдвинуты на народных собраниях, в то время как другая половина выдвигалась массовыми организациями, включая профсоюзы, фермерские и студенческие союзы. После этого Центральная избирательная комиссия отобрала по одному кандидату на место в парламенте. Таким образом, избиратели лишь подтверждали выбор, сделанный ранее Центральной комиссией. На выборах они должны были получить не менее 50 % голосов. Все отобранные кандидаты были избраны. Явка составила 96,14 %.
В преддверии выборов президент США Джордж Буш описал этот процесс как «мошенничество и обман», добавив: „Если правительство Кубы примет все необходимые меры для обеспечения того, чтобы в 2003 году выборы были бы действительно свободными и справедливыми, и если Куба также начнёт реальные рыночные реформы, тогда, и только тогда я буду работать с конгрессом США, чтобы ослабить запрет на торговлю и поездки“.

## Результаты
| Тип голосования                    | Голоса    | %     | Места |
| ---------------------------------- | --------- | ----- | ----- |
| По всему списку                    | 7 128 860 | 91,35 | 608   |
| По отдельным кандидатам            | 675 038   | 8,65  | 608   |
| Действительных бюллетеней          | 7 803 898 | 100   | 608   |
| Недействительных/пустых бюллетеней | 243 390   | —     | —     |
| Всего/явка                         | 8 117 151 | 96,14 | —     |
| Источник: Granma                   |           |       |       |